# Bălan (Harghita)
Bălan (in ungherese Balánbánya , in tedesco Kupferbergwerk) è una città della Romania di 7 899 abitanti, ubicata nel distretto di Harghita, nella regione storica della Transilvania.
Contrariamente a gran parte dell'area circostante, a Bălan la popolazione Székely è minoritaria (circa il 35%) rispetto alla maggioranza romena.
La città è stato uno dei più importanti centri minerari della Romania per quanto riguarda i giacimenti di rame.

## Storia
In effetti, la storia mineraria di Bălan nasce nel XVII secolo con la coltivazione di minerale di ferro. Questa risorsa si esaurì però nel 1702, ma qualche decennio più tardi, nel 1785, vennero scoperti i giacimenti di rame, la cui coltivazione iniziò nel 1803; cinquant'anni dopo nell'area erano attive ben 6 miniere.
A partire da quel periodo, la città si sviluppò con una certa rapidità, rimanendo comunque parte del comune di Sândominic fino al 1967, quando divenne autonoma, assumendo l'anno dopo lo status di città.
Nel 2006 il Governo romeno ha decretato l'interruzione di tutte le attività minerarie ed oggi la città conta economicamente soprattutto sul turismo e su alcune piccole imprese.

## Economia

### Turismo
Le attrattive turistiche della città sono legate soprattutto alla natura, al paesaggio montuoso ed ai piccoli laghi che la circondano.
Tra le attrattive più note, la strada di 19 km che unisce Bălan a Gheorgheni: si tratta di una carrozzabile sterrata non aperta al traffico privato, utilizzata dai turisti come itinerario per il trekking e che, durante la stagione invernale, è interamente percorribile con slitte trainate da cani.